# Sondra (geslacht)
Sondra is een geslacht van spinnen uit de familie van de springspinnen (Salticidae).

## Soorten
De volgende soorten zijn bij het geslacht ingedeeld:
- Sondra aurea (L. Koch, 1880)
- Sondra bickeli Żabka, 2002
- Sondra bifurcata Wanless, 1988
- Sondra brindlei Żabka, 2002
- Sondra bulburin Wanless, 1988
- Sondra convoluta Wanless, 1988
- Sondra damocles Wanless, 1988
- Sondra excepta Wanless, 1988
- Sondra finlayensis Wanless, 1988
- Sondra littoralis Wanless, 1988
- Sondra nepenthicola Wanless, 1988
- Sondra raveni Wanless, 1988
- Sondra samambrayi Żabka, 2002
- Sondra tristicula (Simon, 1909)
- Sondra variabilis Wanless, 1988